# Hrabstwo Otsego (Michigan)
Otsego – hrabstwo w stanie Michigan w USA. Siedzibą hrabstwa jest Gaylord.

## Miasta
- Gaylord
- Vanderbilt (wieś)

## Hrabstwo Otsego graniczy z następującymi hrabstwami
- północ – hrabstwo Cheboygan
- wschód – hrabstwo Montmorency
- południe – hrabstwo Crawford
- zachód – hrabstwo Antrim
- północny zachód – hrabstwo Charlevoix